# Liste der Biografien/Smith, E
Liste der Biografien |
Portal Biografien |
E Personensuche
# |
A |
B |
C |
D |
E |
F |
G |
H |
I |
J |
K |
L |
M |
N |
O |
P |
Q |
R |
S |
T |
U |
V |
W |
X |
Y |
Z |
?
 
Sa |
Sb |
Sc |
Sd |
Se |
Sf |
Sg |
Sh |
Si |
Sj |
Sk |
Sl |
Sm |
Sn |
So |
Sp |
Sq |
Sr |
Ss |
St |
Su |
Sv |
Sw |
Sy |
Sz
 
Sma |
Smb |
Sme |
Smi |
Smj |
Smo |
Smr |
Smu |
Smy
 
Smia |
Smic |
Smid |
Smie |
Smig |
Smij |
Smik |
Smil |
Smir |
Smis |
Smit
 
Smita |
Smite |
Smith |
Smitk |
Smitr |
Smits |
Smitt
 
Smith, A |
Smith, B |
Smith, C |
Smith, D |
Smith, E |
Smith, F |
Smith, G |
Smith, H |
Smith, I |
Smith, J |
Smith, K |
Smith, L |
Smith, M |
Smith, N |
Smith, O |
Smith, P |
Smith, Q |
Smith, R |
Smith, S |
Smith, T |
Smith, U |
Smith, V |
Smith, W |
Smith, Y |
Smith, Z |
Smith? |
Smitha |
Smithe |
Smithi |
Smiths |
Smithw |
Smithy
Die Liste der Biografien führt alle Personen auf, die in der deutschsprachigen Wikipedia einen Artikel haben. Dieses ist eine Teilliste mit 49 Einträgen von Personen, deren Namen mit den Buchstaben „Smith, E“ beginnt.

## Smith, E

### Smith, Ea
- Smith, Earl, US-amerikanischer Country- und Rock’n’Roll-Musiker
- Smith, Earl Buster (1932–2003), US-amerikanischer Jazzmusiker (Schlagzeug)

### Smith, Eb
- Smith, Ebo (* 1965), ghanaischer Fußballspieler

### Smith, Ed
- Smith, Ed (* 1986), britischer Skeletonsportler
- Smith, Eddie (1926–1997), australischer Radrennfahrer
- Smith, Edgar Albert (1847–1916), britischer Zoologe
- Smith, Edgar Charles (1872–1955), britischer Ingenieur
- Smith, Edgar Fahs (1854–1928), US-amerikanischer Chemiker und Chemiehistoriker
- Smith, Edmond Reuel (1829–1911), US-amerikanischer Landschaftsmaler und Reiseschriftsteller
- Smith, Edward Curtis (1854–1935), US-amerikanischer Politiker
- Smith, Edward E. (1890–1965), US-amerikanischer Science-Fiction-Schriftsteller und Chemiker
- Smith, Edward Everett (1861–1931), US-amerikanischer Politiker
- Smith, Edward H. (1809–1885), US-amerikanischer Jurist und Politiker
- Smith, Edward John (1850–1912), britischer Schiffskapitän (Titanic)Edward John Smith (1850–1912)

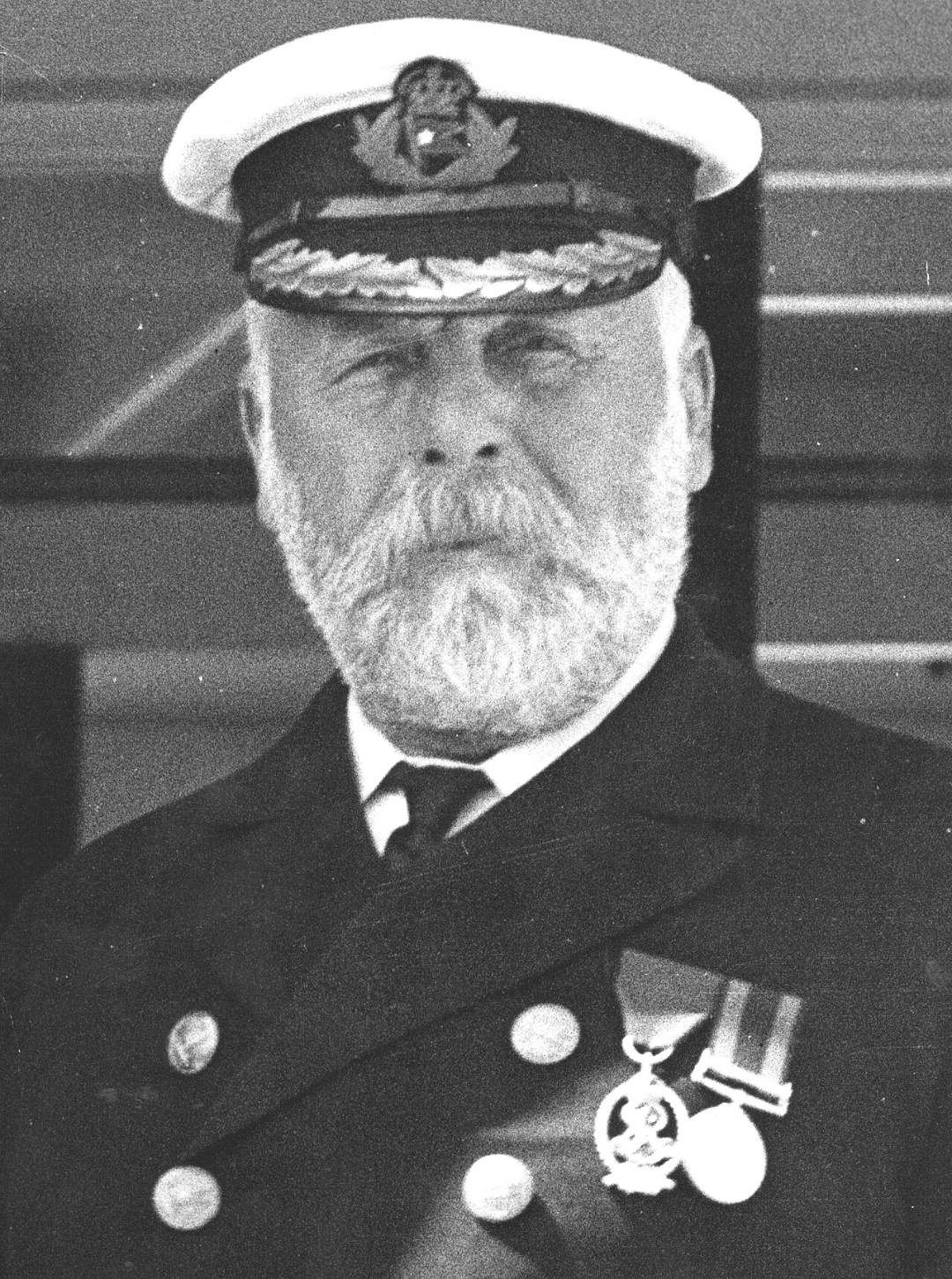
Edward John Smith (1850–1912)

- Smith, Edward Parmelee (1827–1876), US-amerikanischer Regierungsbeamter, Commissioner of Indian Affairs, Präsident der Howard University
- Smith, Edwin P. (* 1945), US-amerikanischer Offizier, Generalleutnant der US-Armee
- Smith, Edwin William (1876–1957), englischer Missionar

### Smith, El
- Smith, Elaine (* 1963), schottische Politikerin
- Smith, Elbert B. (1921–2013), US-amerikanischer Historiker
- Smith, Eli (* 1955), färöischer Maler
- Smith, Elizabeth (* 1960), schottische Politikerin
- Smith, Elizabeth Rudel (1911–1997), US-amerikanische Regierungsbeamtin
- Smith, Ella-Rae (* 1998), englische Schauspielerin und Model
- Smith, Elliot, kanadischer Pokerspieler
- Smith, Elliott (1969–2003), US-amerikanischer MusikerElliott Smith (1969–2003)

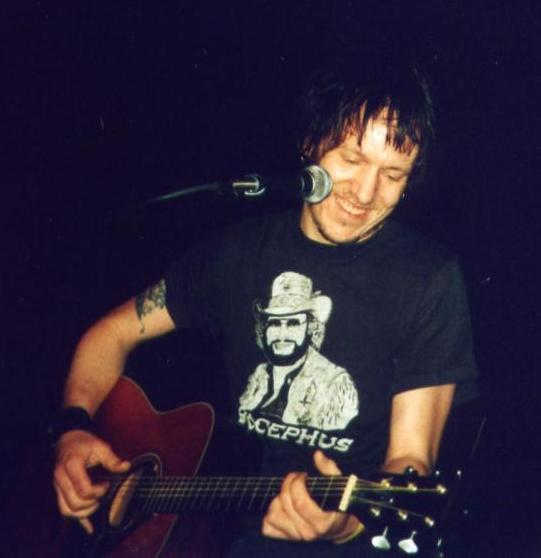
Elliott Smith (1969–2003)

- Smith, Ellison D. (1864–1944), US-amerikanischer Politiker
- Smith, Elmo (1909–1968), US-amerikanischer Politiker
- Smith, Elroy (* 1981), belizischer Fußballspieler

### Smith, Em
- Smith, Emiko (* 1991), US-amerikanische Basketballspielerin
- Smith, Emile Edwin (* 1971), US-amerikanischer Filmregisseur, Filmproduzent, Drehbuchautor, Filmschauspieler und Visual Effects Supervisor
- Smith, Emily Mae (* 1979), amerikanische Künstlerin
- Smith, Emma (1923–2018), britische Schriftstellerin
- Smith, Emma Hale (1804–1879), erste Frau von Joseph Smith, Führungspersönlichkeit im frühen Mormonentum
- Smith, Emmitt (* 1969), US-amerikanischer American-Football-Spieler

### Smith, Er
- Smith, Eric (1919–2017), australischer Maler
- Smith, Eric (1922–2011), britischer Diplomat
- Smith, Eric (* 1997), schwedischer Fußballspieler
- Smith, Eric M., US-amerikanischer General (United States Marine Corps), kommissarischer Commandant of the Marine CorpsEric M. Smith

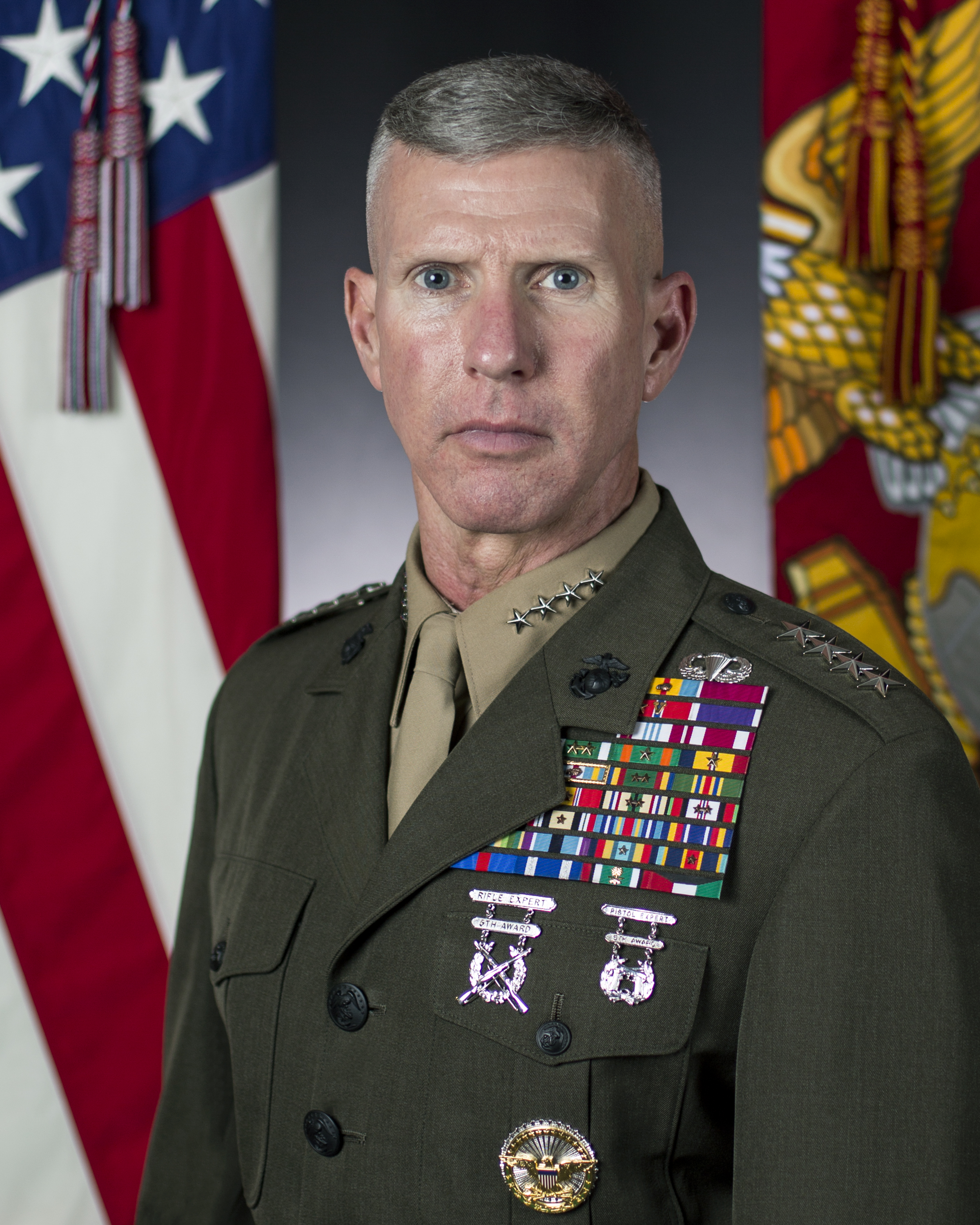
Eric M. Smith

- Smith, Erin (* 1999), US-amerikanische Unternehmerin
- Smith, Ernest Lester (1904–1992), britischer Chemiker und Theosoph
- Smith, Ernie († 2004), US-amerikanischer Jazzhistoriker
- Smith, Erwin E. (1886–1947), US-amerikanischer Fotograf
- Smith, Erwin Frink (1854–1927), US-amerikanischer Botaniker und Bakteriologe
- Smith, Eryl († 1930), britische Ärztin und Botanikerin

### Smith, Et
- Smith, Ethel (1902–1996), US-amerikanische Organistin
- Smith, Ethel (1907–1979), kanadische Leichtathletin

### Smith, Eu
- Smith, Eugene Allen (1841–1927), US-amerikanischer Geologe
- Smith, Eugenia (1899–1997), Betrügerin

### Smith, Ev
- Smith, Evelyn E. (1922–2000), amerikanische Autorin von Kreuzworträtseln, Krimis und Science-Fiction